# プルーン

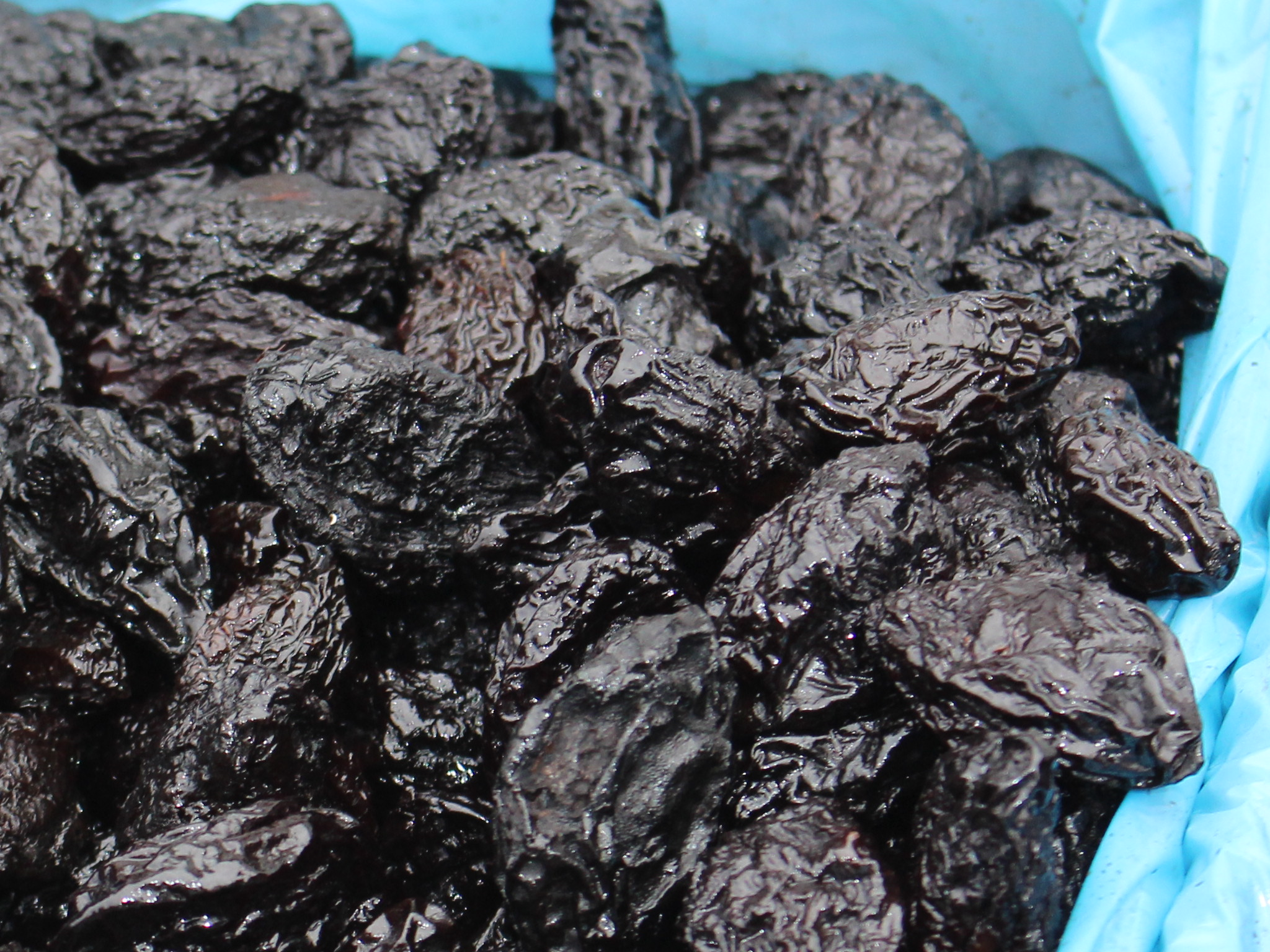
プルーン（乾果）

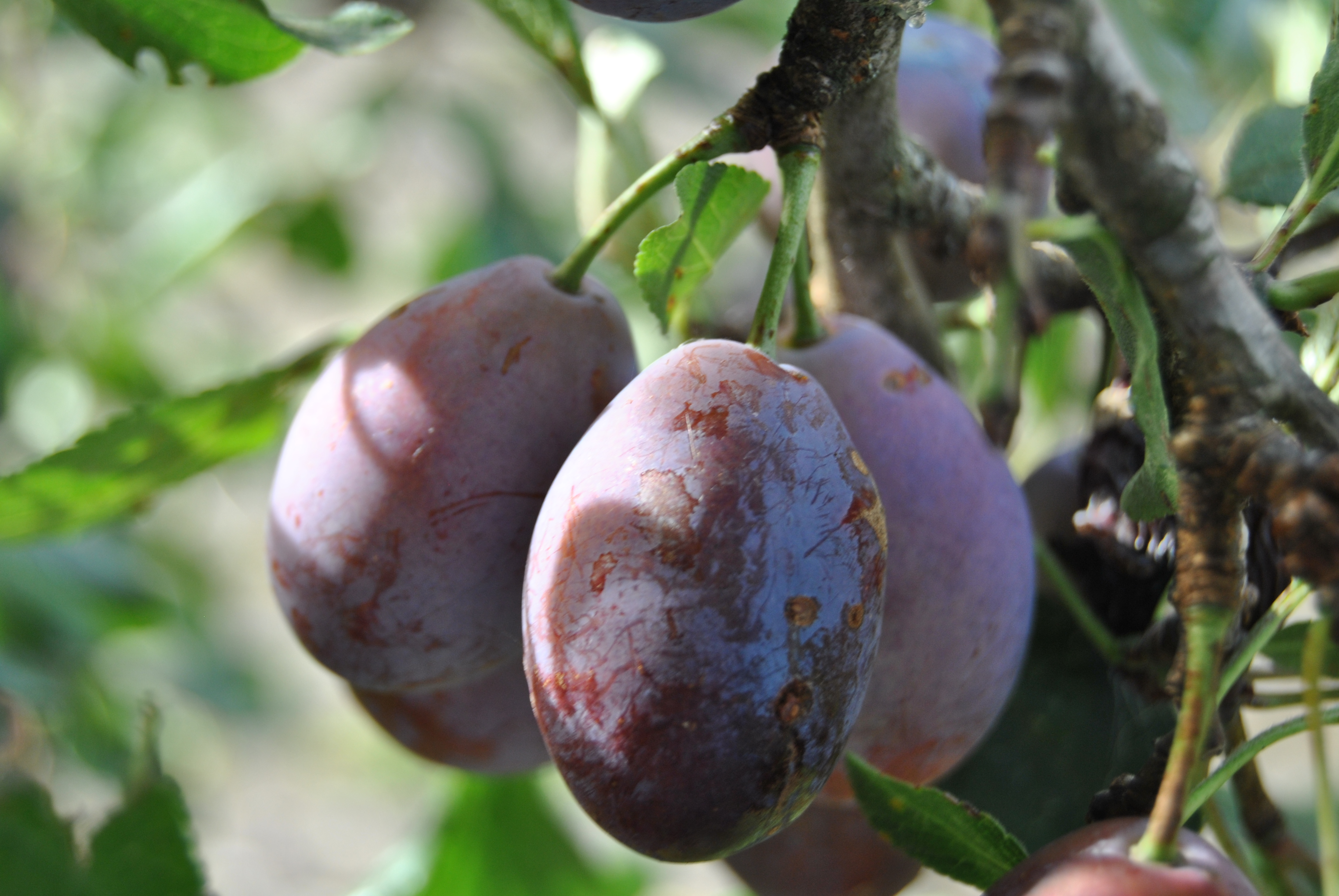
プルーン（生果）

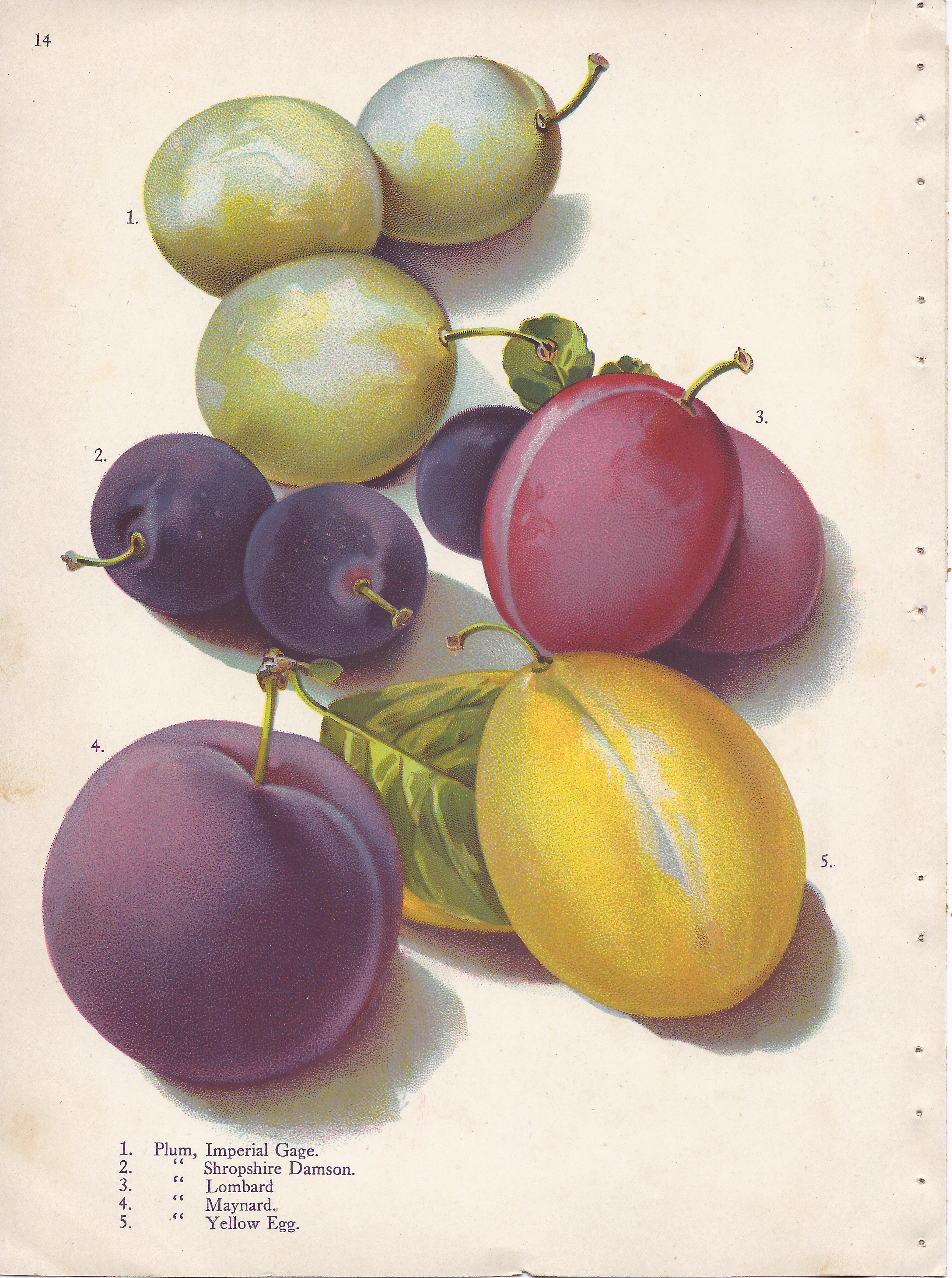
1. レイヌクロード、2. ダムソン、3. ロンバート、4. Maynard、5. イエローエッグ

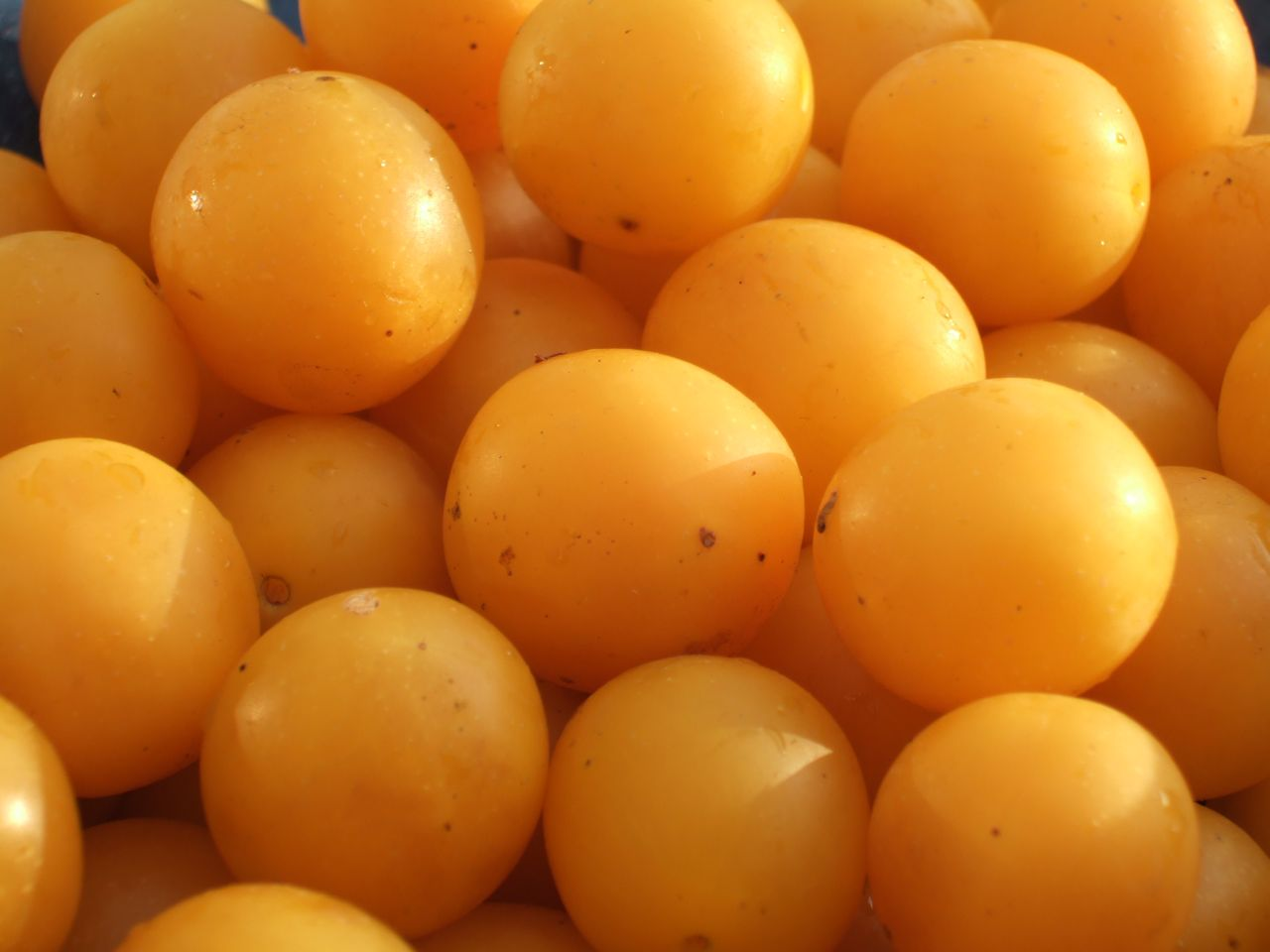
ミラベル

プルーン（英: prune / 仏: prune）は、セイヨウスモモ (Prunus domestica) のプルーン（Prunier d'ente）、レイヌクロード（Reine Claude、グリーンゲージ）、イエローエッグ、インペラスト（ブループラム）、ロンバード、ダムソン、ビュレーセス、ミラベル（Mirabel）、サンジョリアン各系統の内、果汁の少ないプルーン系統から作られる乾果または生果である。

## 語源
「プルーン」の語源はギリシア語における「PROUNON」を由来とし、元々この名詞の本源は現在のトルコ中央部にあたるフリュギアに所在していた。
この名詞がフリュギアからギリシア語へ、ギリシア語からラテン語へと伝達した末に中世以降にフランス語へと取り入れられ「プルーン」（prune）が誕生した。

## 特徴
原産地はロシア・コーカサス地方とされ、果実は楕円形の形をしている。赤紫や青紫色の果皮と甘味や酸味を持つ黄褐色の果肉を持ち、ドライプルーン用の品種と生食用の品種があり日本国内では主に生食用の品種が多く生産されている。
中心には大きな種があり、種と果肉がウメの実のようにくっついているものがほとんどであるが品種によっては果肉と簡単に分離できるものも存在する。また食物繊維が豊富である。
半生状のドライフルーツや、ペースト状のプルーンシロップに加工されて食されるのが主だが、新鮮なものは生のままでも食される。
旬は7月から9月の夏季である。

## 歴史
前述にて記載した通り原産地となるコーカサス地方から南ヨーロッパへと伝播し、現地では優れた薬用果樹として珍重されていた。その後フランスを中心に栽培されることとなり、19世紀中盤にはアメリカ大陸やオセアニアへと広まった。栽培の歴史は2000年程度とされている。

## 産地
世界的には、アメリカ合衆国のカリフォルニア州が一大産地となっている。

### 日本の産地
プルーンは雨により裂果が起こりやすいため、日本国内では比較的雨の少ない長野県（日本国内生産量のおよそ6割）、青森県、北海道などで栽培されている。日本国内で生産されたプルーンの多くは、生食用として出荷・消費される。

## 栄養素
プルーンは食物繊維が豊富であり、水溶性食物繊維と不溶性食物繊維の双方をバランスよく含む。また、プルーンに含まれる水溶性食物繊維ペクチンは、善玉菌のエサとなり、腸内環境の改善や便秘の予防・改善に役立つ。
プルーンに含まれる炭水化物の大半は、食物繊維と「ソルビトール」であり、相乗効果で優れた整腸作用や便秘解消効果を発揮する。ソルビトールの作用は便秘薬や緩下剤の成分として使われることがあるほどである。
さらにプルーンは皮膚や粘膜を健康に保つビタミンA、骨の形成に関与するビタミンK、代謝を促すビタミンB群を含有しているとされ、様々なビタミンの供給源としても優れている。
ポリフェノールも豊富である。

## 記念日
2007年7月、プルーンの日を、サンスウィート・インターナショナル日本支社が毎月26日に制定。